# Cnemaspis phillipsi
Espèce
Cnemaspis phillipsi est une espèce de geckos de la famille des Gekkonidae.

## Répartition
Cette espèce est endémique du Sri Lanka. Elle se rencontre vers 760 m d'altitude dans les monts Knuckles.

## Description
Cnemaspis phillipsi mesure jusqu'à 36,6 mm, queue non comprise.

## Étymologie
Cette espèce est nommée en l'honneur de William Watt Addison Phillips (1892-1981).

## Publication originale
- Manamendra-Arachchi, Batuwita & Pethiyagoda, 2007 : A taxonomic revision of the Sri Lankan day-geckos (Reptilia: Gekkonidae: Cnemaspis), with description of new species from Sri Lanka and southern India. Zeylanica, vol. 7, no 1, p. 9-122 (texte intégral).